# 北九州市私立高校生ラインいじめ自殺事件
北九州市私立高校生ラインいじめ自殺事件（きたきゅうしゅうし しりつこうこうせい ラインいじめじさつじけん）とは、2017年に北九州市の私立高校でおきたいじめ自殺事件。自殺の前にLINEでメッセージを残していた。

## 概要
2017年4月17日、北九州市小倉南区の私立高校に通っていた2年生の女子生徒が朝の登校途中に学校近くの墓地で、母の作ったお弁当を祖父母の眠るお墓に供えてから墓の後ろのガードレールでカバンのヒモを使い首を吊り、死亡した。亡くなる直前に同級生に、「あたしになんかあったらAとBとCのせいやけね。後悔してもしらんけ」とLINEのメッセージを送っていた
学校側は一部生徒を対象にしたアンケートに基づき当初遺族や保護者会など対し、人間関係のトラブルであり、行き違いが重なったという捉え方で「いじめはなかった」という認識を示したが、遺族側は同級生に情報提供を呼びかけたところいじめを疑わせる複数の情報が寄せられた。遺族の要望を受けた学校側が6月初旬に全生徒対象のアンケートを改めて実施したところ、「終業式で写真を撮るとき、わざと写らないようにされていた」といった情報が寄せられた。また「昼休みの弁当の時間になったら一緒に食べたくないという理由でチャイムが鳴った途端にみんなで一斉に走ってその子だけ教室において学食に食べに行ったりしてた」、「いじめられている」と女子生徒から直接聞いた、いじめていた子たちが亡くなった女子生徒を省こうやみたいな事を言っているのを聞いたとの証言もあった。

### 第三者委員会設置
2017年7月31日、学校側はいじめ防止対策推進法に基づき、いじめと自殺の因果関係などを調べ、再発防止を提案する第三者委員会を設置し、非公開で初会合を開いた。第三者委員会は大学教授2人と弁護士の計3人で構成。委員長には福岡教育大学の大坪靖直教授（心理学）が選ばれた。初会合で学校側は6月初旬、全校生徒を対象に行ったアンケートで、具体的記述のあった約50人に追加で聞き取りしてまとめた資料などを提示した。2018年第三者委員会は「いじめはあったと認定できるが、自殺との因果関係はない」とする調査結果をまとめ、県へ報告した。2021年女子生徒の両親はいじめが原因だったとして、学校管理下での事故などに災害共済金を給付する独立行政法人「日本スポーツ振興センター」に、死亡見舞金の給付を求め福岡地裁に提訴した。2021年11月25日、福岡地裁は「いじめが自殺の主たる要因」として両親の訴えを認め、センター側に2800万円の支払いを命じた。センター側は遺族の請求を認めて控訴を断念した。